# Chalcostigma
Chalcostigma är ett släkte med fåglar i familjen kolibrier inom ordningen seglarfåglar. Släktet omfattar fem arter med utbredning i Anderna från Colombia till västra Bolivia:
- Rostkronad nålnäbb (C. ruficeps)
- Olivnålnäbb (C. olivaceum)
- Blåryggig nålnäbb (C. stanleyi)
- Bronsstjärtad nålnäbb (C. heteropogon)
- Regnbågsnålnäbb (C. herrani)